# Sylvain Calzati
Sylvain Calzati (Lyon, 1 de julho de 1979) é um ciclista profissional francês que participa de competições de ciclismo de estrada. Seu principal triunfo é uma vitória na 8ª etapa da Volta da França 2006.